# هيلروس (كولورادو)
هيلروس (بالإنجليزية: Hillrose, Colorado)‏ هي بلدة تقع في مقاطعة مورغان، كولورادو بولاية كولورادو في الولايات المتحدة. تبلغ مساحتها 0.6 (كم²)، وترتفع عن سطح البحر 1272 م، بلغ عدد سكانها 264 نسمة في عام 2010 حسب إحصاء مكتب تعداد الولايات المتحدة وتصل الكثافة السكانية فيها 440 نسمة/كم2.

## وصلات خارجية
- The US50 - Cities and Towns in Colorado State
- Colorado Cities and Towns, Facts, Map, Flag, Colleges, Government, and More